# Logan Clément
Logan Clément (* 4. Mai 2000 in Meyrin) ist ein schweizerisch-italienischer Fussballspieler.

## Karriere
Clément begann seine Laufbahn beim FC City in der Schweiz, bevor er im Sommer 2016 nach Italien in die Jugend von SPAL Ferrara wechselte. Anfang 2019 wurde er an den Viertligisten Montevarchi Calcio Aquila 1902 ausgeliehen. Bis Saisonende absolvierte er sechs Partien in der Serie D. Im Sommer 2019 kehrte der Mittelstürmer in die Jugend von SPAL Ferrara zurück. Anfang 2020 wechselte er zum Schweizer Viertligisten Olympique de Genève FC. Bei den Genfern kam er jedoch nicht zum Einsatz. Daraufhin unterschrieb er im Sommer 2020 einen Vertrag beim FC Chiasso. In Chiasso bestritt er vier Spiele in der Challenge League. Die Mannschaft stieg schlussendlich als Tabellenletzter in die Promotion League ab. Im Sommer 2021 wechselte Clément zum CS Chênois, für den  er zwei Spiele in der viertklassigen 1. Liga absolvierte. Im Oktober 2021 schloss er sich dem FC St. Gallen an. Der Offensivspieler soll zunächst für die zweite Mannschaft zum Einsatz kommen.